# نابليون كوفمان
نابليون كوفمان (بالإنجليزية: Napoleon Kaufman) هو لاعب كرة قدم أمريكية أمريكي، ولد في 7 يونيو 1973 في كانساس سيتي في الولايات المتحدة.

## وصلات خارجية
- نابليون كوفمان على موقع مرجع كرة القدم المحترفة.كوم (الإنجليزية)